# Liste der Gesandten des Kantons St. Gallen an die eidgenössische Tagsatzung
Dies ist eine Liste der Gesandten des Kantons St. Gallen an die eidgenössische Tagsatzung. Die Liste ist ab 1814 – was die in den Verzeichnissen der Abschiede genannten Gesandten betrifft – vollständig.
| Tagsatzung | Gesandter                        | Ämter                                                                   |
| ---------- | -------------------------------- | ----------------------------------------------------------------------- |
| 1814       | Julius Hieronymus Zollikofer     | Regierungsrat                                                           |
| 1814       | Johann Pankraz Reutti            | Regierungsrat                                                           |
| 1816       | Karl Müller von Friedberg        | regierender Landammann                                                  |
| 1816       | Johann Jakob Scherer             | Mitglied des Grossen Rats                                               |
| 1817       | Julius Hieronymus Zollikofer     | Landammann                                                              |
| 1817       | Xaver Gmür                       | Mitglied des Grossen Rats                                               |
| 1818       | Carl Müller von Friedberg        | Landammann                                                              |
| 1818       | Johann Jakob Schirmer            | Appellationsrichter                                                     |
| 1819       | Julius Hieronymus Zollikofer     | Landammann                                                              |
| 1819       | Klemens von Saylern              | Mitglied des Grossen Rats                                               |
| 1820       | K. J. Müller-Friedberg           | Landammann                                                              |
| 1820       | Johann Bartholomäus Mayer        | Mitglied des Grossen Rats                                               |
| 1821       | Julius Hieronimus von Zollikofer | Landammann                                                              |
| 1821       | Klemens von Sailern              | Mitglied des Grossen Rats                                               |
| 1822       | Karl von Müller-Friedberg        | Landammann                                                              |
| 1822       | Daniel Steinmann                 | Kantonsrat, Oberstlieutenant                                            |
| 1823       | Julius Hieronimus Zollikofer     | Landammann                                                              |
| 1823       | Karl Beda Müller-Friedberg Sohn  | Mitglied des Grossen Rats                                               |
| 1824       | Karl von Müller-Friedberg        | Landammann                                                              |
| 1824       | Johann Jakob Schirmer            | Appellationsrichter                                                     |
| 1825       | Julius Hieronymus Zollikofer     | Landammann                                                              |
| 1825       | Karl Beda Müller-Friedberg Sohn  | Präsident des Kriminalgerichts                                          |
| 1826       | Karl von Müller-Friedberg        | Landammann                                                              |
| 1826       | Johann Jakob Schirmer            | Vizepräsident des Appellationsgerichts                                  |
| 1826       | Johann Stadler                   | Examinator                                                              |
| 1827       | Julius Hieronimus Zollikofer     | Landammann                                                              |
| 1827       | Karl Beda Müller-Friedberg Sohn  | Mitglied des Grossen Rats, Präsident des Kriminalgerichts               |
| 1827       | Jakob Baumgartner                | Mitglied des Grossen Rats, erster Staatsschreiber                       |
| 1828       | Karl von Müller-Friedberg        | Landammann                                                              |
| 1828       | Daniel Steinmann                 | Mitglied des Grossen Rats, Oberstlieutenant                             |
| 1828       | Johann Stadler                   | Examinator, Mitglied des Grossen Rats                                   |
| 1829       | Hermann von Fels                 | Landammann                                                              |
| 1829       | Karl Beda Müller-Friedberg Sohn  | Mitglied des Grossen Rats, Präsident des Appellationsgerichts           |
| 1829       | Jakob Baumgartner                | Mitglied des Grossen Rats, erster Staatsschreiber                       |
| 1830.07    | Karl von Müller-Friedberg        | Landammann                                                              |
| 1830.07    | von Gonzenbach                   | Bezirksgerichtspräsident, Stadtratspräsident, Mitglied des Grossen Rats |
| 1830.07    | Jakob Baumgartner                | Mitglied des Grossen Rats, erster Staatsschreiber                       |
| 1830.12    | Joachim Pankraz Reutti           | Mitglied des Kleinen Rats                                               |
| 1830.12    | Daniel Steinmann                 | Mitglied des Grossen Rats                                               |
| 1831       | Jakob Baumgartner                | Mitglied des Kleinen Rats                                               |
| 1831       | Daniel Steinmann                 | Mitglied des Grossen Rats                                               |
| 1832.03    | Jakob Baumgartner                | Landammann                                                              |
| 1832.03    | Christian Friedrich Fels         | Präsident des Grossen Rats                                              |
| 1832.05    | Jakob Baumgartner                | Landammann                                                              |
| 1832.05    | Daniel Steinmann                 | Postdirektor, Mitglied des Grossen Rats                                 |
| 1832.07    | Jakob Baumgartner                | Landammann                                                              |
| 1832.07    | Daniel Steinmann                 | Postdirektor, Mitglied des Grossen Rats                                 |
| 1833       | Jakob Baumgartner                | Landammann                                                              |
| 1833       | August Gonzenbach                | Mitglied des Grossen Rats, Amtskläger                                   |
| 1834       | Jakob Baumgartner                | Mitglied des Grossen Rats                                               |
| 1834       | Christian Friedrich Fels         | Mitglied des Grossen Rats                                               |
| 1835       | Jakob Baumgartner                | Landammann                                                              |
| 1835       | Michael August Wegelin           | Mitglied des Grossen Rats                                               |
| 1836       | Jakob Baumgartner                | Mitglied des Kleinen Rats                                               |
| 1836       | Georg Peter Friedrich Steiger    | Mitglied des Grossen Rats                                               |
| 1837       | Jakob Baumgartner                | Mitglied des Kleinen Rats                                               |
| 1837       | Georg Peter Friedrich Steiger    | Präsident des Grossen Rats                                              |
| 1838       | Johannes Stadler                 | Landammann                                                              |
| 1838       | Georg Peter Friedrich Steiger    | Mitglied des Grossen Rats, Staatsschreiber                              |
| 1839       | Jakob Baumgartner                | Landammann                                                              |
| 1839       | Georg Peter Friedrich Steiger    | Mitglied des Grossen Rats                                               |
| 1840       | Jakob Baumgartner                | Landammann                                                              |
| 1840       | Georg Peter Friedrich Steiger    | Staatsschreiber, Mitglied des Grossen Rats                              |
| 1841.03    | Jakob Baumgartner                | Landammann                                                              |
| 1841.03    | Michael August Wegelin           | Kantonsrichter, Mitglied des Grossen Rats                               |
| 1841.07    | Jakob Baumgartner                | Landammann                                                              |
| 1841.07    | Michael August Wegelin           | Kantonsrichter, Mitglied des Grossen Rats                               |
| 1842       | Jakob Baumgartner                | alt Landammann, Präsident des Grossen Rats                              |
| 1842       | Michael August Wegelin           | Kantonsrichter, Mitglied des Grossen Rats                               |
| 1843       | Christian Friedrich Fels         | Regierungsrat                                                           |
| 1843       | Georg Peter Friedrich Steiger    | Staatsschreiber                                                         |
| 1844.06    | Wilhelm Näff                     | Landammann                                                              |
| 1844.06    | Johann Joseph Müller             | Präsident des Grossen Rats                                              |
| 1844.07    | Wilhelm Näff                     | Landammann                                                              |
| 1844.07    | Johann Joseph Müller             | Präsident des Grossen Rats                                              |
| 1845.02    | Wilhelm Näff                     | Landammann                                                              |
| 1845.02    | Johann Joseph Müller             | Mitglied des Grossen Rats, Kassationsrichter                            |
| 1845.07    | Jakob Baumgartner                | alt Landammann                                                          |
| 1845.07    | Georg Peter Friedrich Steiger    | Staatsschreiber, Mitglied des Grossen Rats                              |
| 1846       | Jakob Baumgartner                | Landammann                                                              |
| 1846       | Xaver Rickenmann                 | Mitglied des Grossen Rats                                               |
| 1847       | Wilhelm Näff                     | Landammann                                                              |
| 1847       | Georg Peter Friedrich Steiger    | Präsident des Grossen Rats                                              |
| 1848       | Johann Matthias Hungerbühler     | Landammann, Mitglied des Kleinen Rats                                   |
| 1848       | Joseph Hoffmann                  | Kantonsrat, Mitglied der Kassationsbehörde                              |